# Gravklot

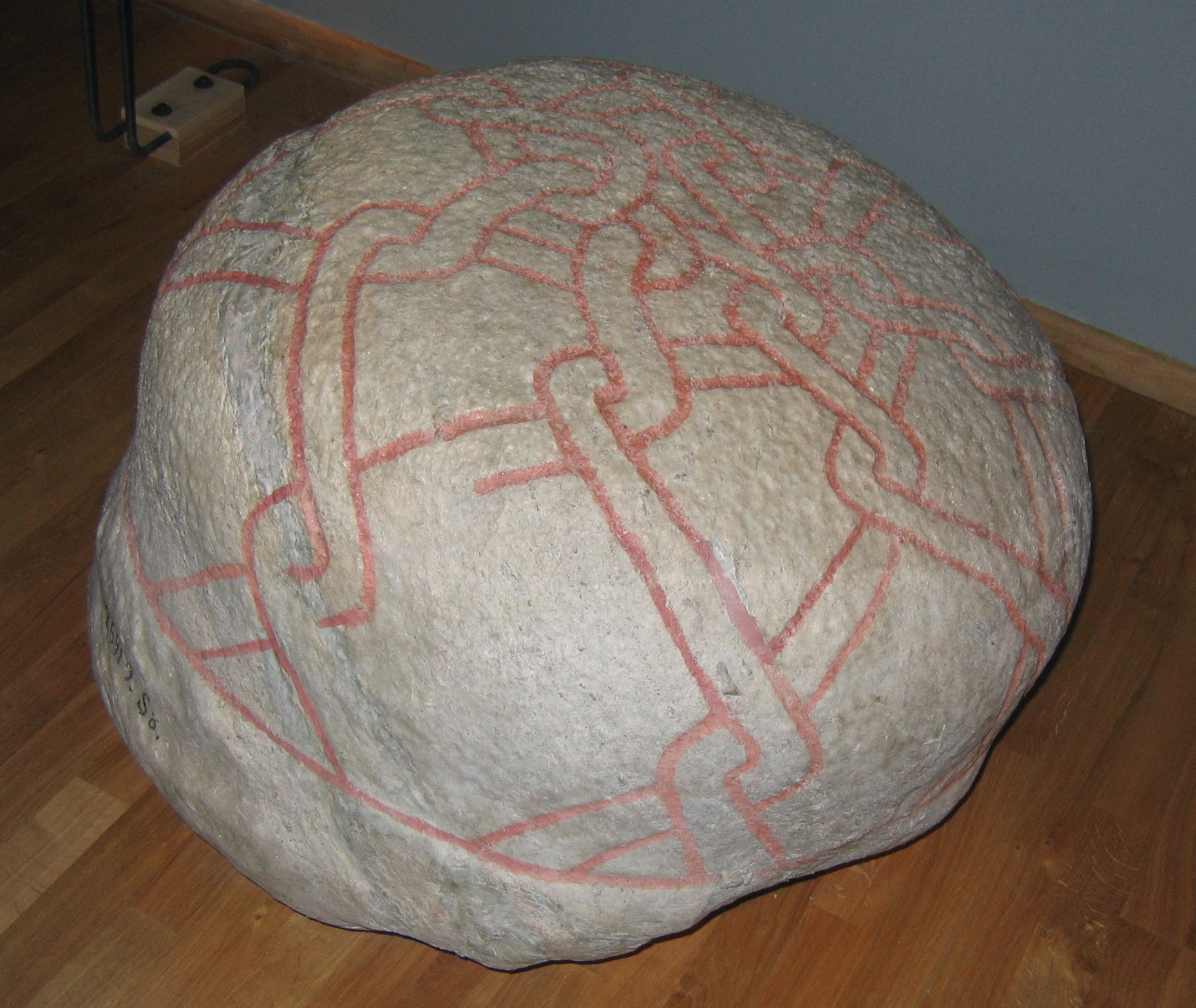
Gravklot i Historiska museet i Stockholm

Gravklot eller ett så kallat stenklot, är en rund och ofta ornerad lite tillplattad sten som är placerad i centrum på en förhistorisk grav. De utvalda stenarna är i regel mjukt formade och förekommer mest på stensättningar som är anlagda under järnålderns folkvandringstid 400-550 efter Kristus. Klotens betydelse har en rituell och symbolisk innebörd. Många kvinnogravar från denna tid är markerade med just gravklot. De påträffas framförallt på gravfält i Närke, Mälarlandskapen och på Gotland, men förekommer även i västra Norge. De är också kända från Högs socken i Hälsingland och Inglinge hög har ett vackert ornerat gravklot.